# Verdanson (affluent du Lez)
Le Verdanson est un ruisseau du département de l'Hérault, en région Occitanie, affluent du fleuve Lez. 

## Géographie
De 4,2 km de longueur, il prend sa source au pied des collines situées entre Grabels et Montpellier, près de l'actuelle rue de la Valsière, à 89 m d'altitude. Il est entièrement sous buse ou avec un lit bétonné (partie canalisée) pour son cours urbain. Il conflue avec le Lez à 19 m d'altitude, près du lieu-dit le moulin de Salicate, entre les quartiers des Aubes et de la Pompignane, à 500 m au nord de l'hôtel de région et du pont Juvénal.

### Commune traversée
Uniquement dans le département de l'Hérault, le Verdanson traverse la seule commune de Montpellier dans l'arrondissement de Montpellier.

### Bassin versant
Le Verdanson traverse une zone hydrographique « Le Lez de la Lironde incluse la mer Méditerranée » (Y321) de 194 km2 de superficie.

### Organisme gestionnaire
L'organisme gestionnaire est le SYBLE ou syndicat du bassin du Lez, créé en 2007, sis à Prades-le-Lez.

## Affluent
Le Verdanson n'a pas d'affluent référencé au Sandre, son rang de Strahler est de valeur un.

## Étymologie, aménagements et hydrologie
Contrairement à la croyance populaire qui l’apparente au latin merda « excrément, boue », le nom de « Verdanson », dérivé euphémistique de « Merdançon / Merdanson » (hydronyme attesté sous de multiples variantes dans le domaine occitan), est probablement issu d’une racine pré-indoeuropéenne *mer-l « rocher », car il coule sur des bancs rocheux, et non à cause de son odeur, bien qu’il ait servi de déversoir aux activités des tanneurs et autres activités odorantes de la ville,. Le Verdanson reste une curiosité locale par temps d'orage : en quelques instants, son débit proche de presque rien emplit tout l'espace endigué qui lui est attribué.

## Galerie

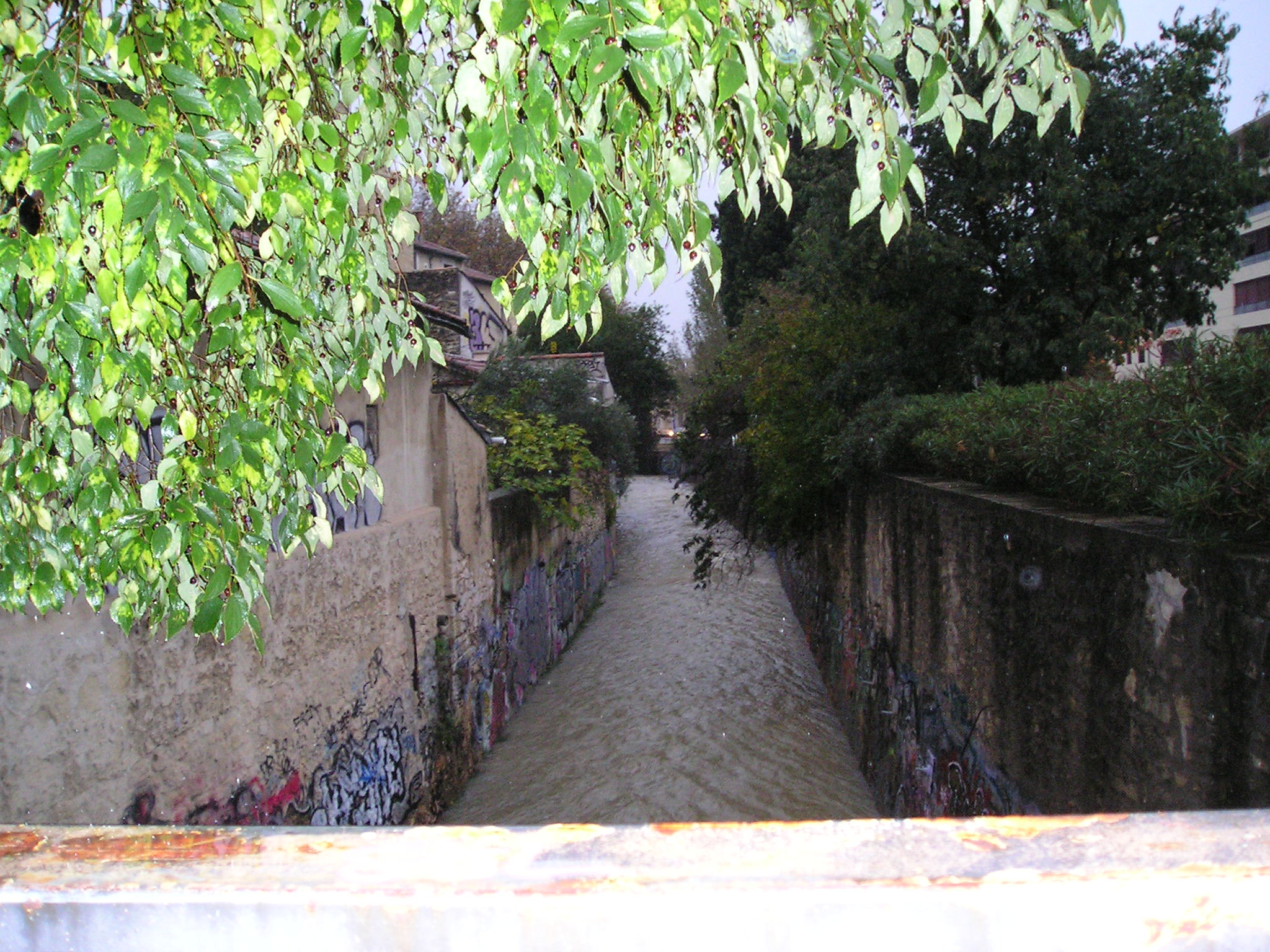
Un jour pluvieux, vue depuis la passerelle de la rue Dubreuil et coulant en direction de la station de tramway Place Albert 1er-Saint Charles (au fond, cachée par la végétation).
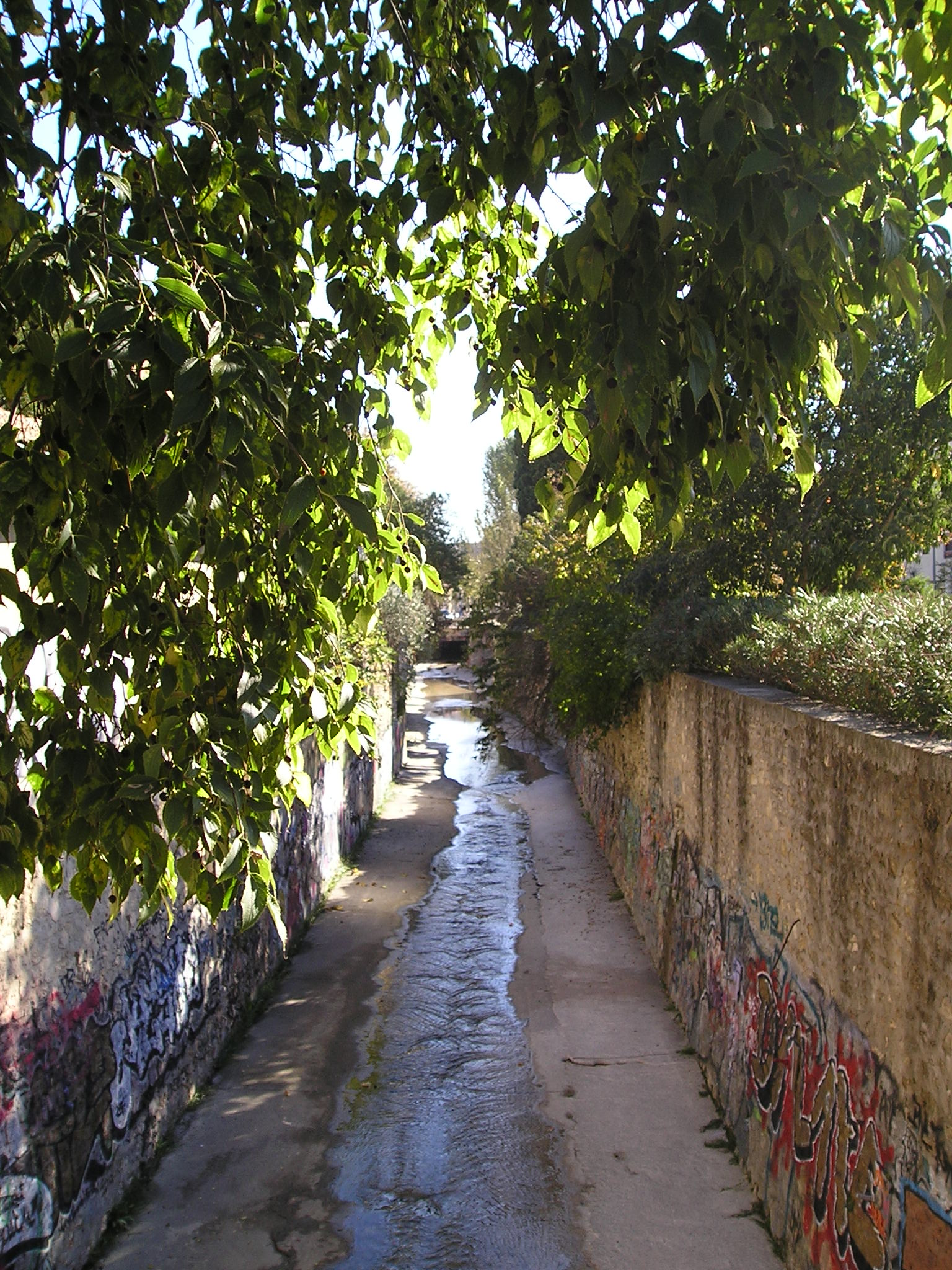
Au même endroit à l'automne.
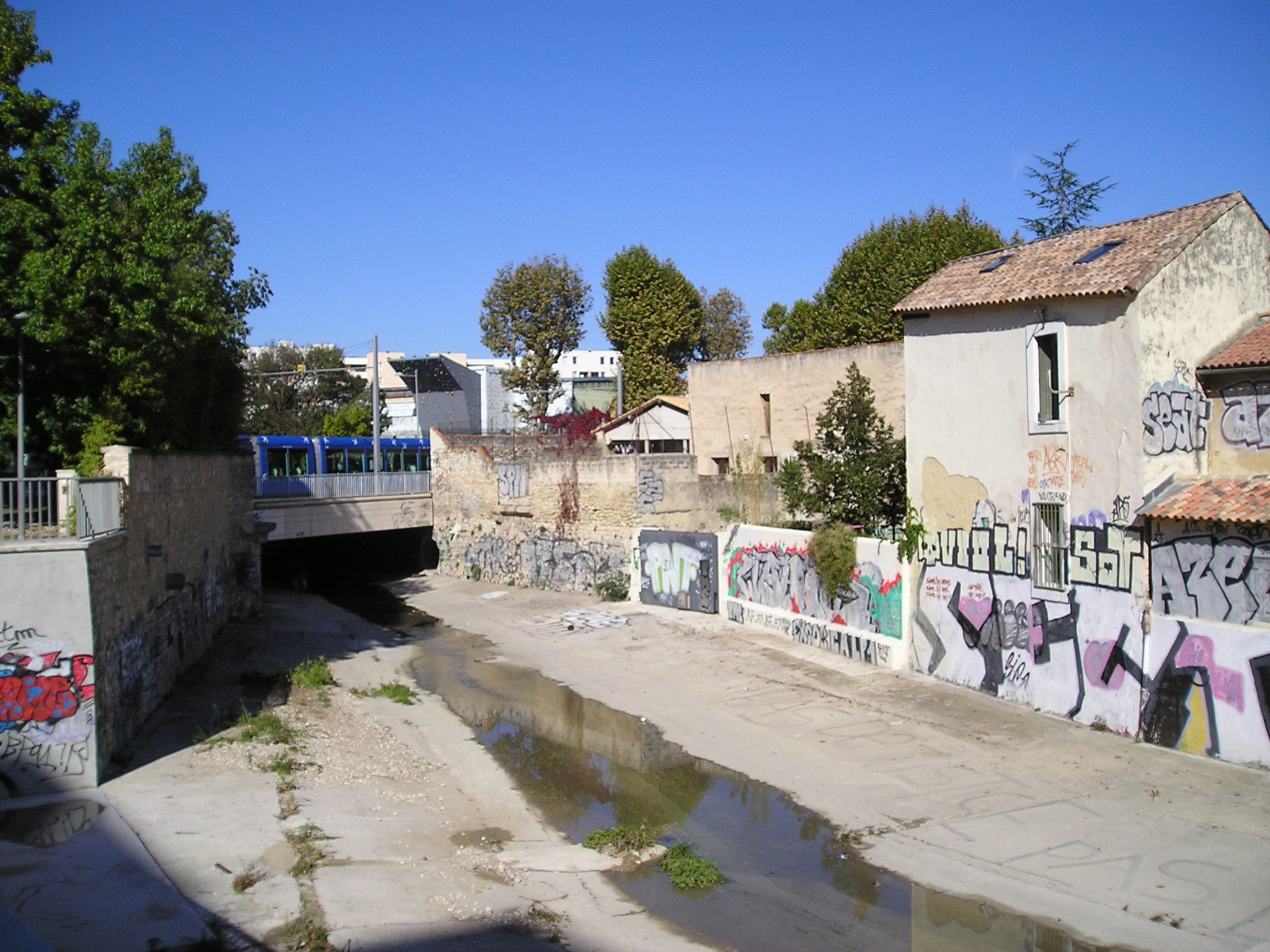
Le Verdanson vu en aval du Stade Philippidès à l'automne. On aperçoit la rue Croix-Catelan sur le pont où circule une rame de la ligne 1 du tramway de Montpellier.
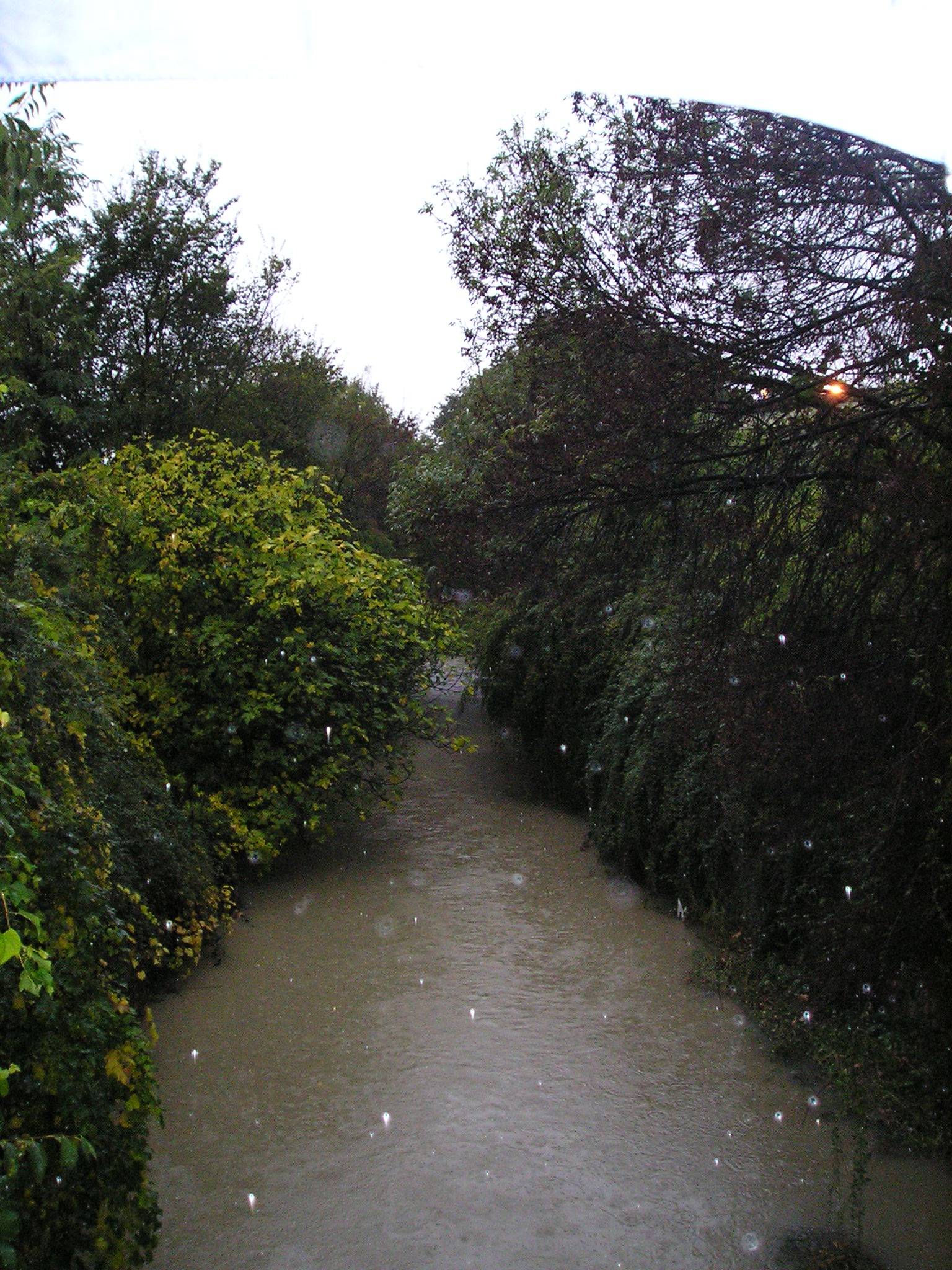
Le Verdanson vu en aval de la rue Croix-Catelan.

## Publication
- Roland Jolivet, Montpellier sur Verdanson, Montpellier, chez l'auteur, Imp. Fournié, Balma (Haute-Garonne), 2005, ill., 257, 21 × 26 cm (ISBN 2-9513984-4-1, présentation en ligne)